# Kryddsalvia
Kryddsalvia, Salvia officinalis L., är en städsegrön halvbuske i familjen kransblommiga växter.

## Beskrivning
Kryddsalvia blir upp till 50 cm hög med grågröna, luddiga blad. Blommorna är blåvioletta.
I norr är kryddsalvia vanligen ettårig, men i sydliga trakter blir den flerårig.
Även utan blommor luktar växten gott.
Från bladen, och möjligen även från blommorna, kan en eterisk olja, salviaessens, utvinnas med ångdestillering.
Oljan har CAS-nummer 8022-56-8 och 84776-73-8 och består huvudsakligen av följande ämnen:
| Ämne                     | Summa- formel | Molvikt (g/mol) | Halt (%) |
| ------------------------ | ------------- | --------------- | -------- |
|                          |               |                 |          |
| Borneol                  |               |                 | 5–16     |
| 1,8 cinelol (Eukalyptol) |               |                 | 12–15    |
| Kaffesyra                | C9H8O4        | 180,16          |          |
| Kamfer                   |               |                 | 7–18     |
| Linalol                  | C10H18O       | 154,25          |          |
| Linalylacetat            | C22H36O2      | 332,5           |          |
| Pinen                    |               |                 |          |
| Sclarelol                | C20H36O2      | 308,5           | ≤1       |
| Tujon                    |               |                 | 35–60    |
| Rosmarinsyra             | C18H16O8      | 360,3           |          |
|                          |               |                 |          |
|                          |               |                 |          |

## Underarter
- Salvia officinalis f. adenostachys O.Bolòs & Vigo, 1983
- Salvia officinalis var. adenostachys (O.Bolòs & Vigo) O.Bolòs & Vigo, 1995
- Salvia officinalis subvar. adenostachys (O.Bolòs & Vigo) O.Bolòs & Vigo, 1995
- Salvia officinalis var. approximata (Pau) O.Bolòs & Vigo, 1995
- Salvia officinalis f. bracteata Kojić & Gajić, 1976
- Salvia officinalis f. brevipedicellata Gajić, 1976
- Salvia officinalis var. frankei Gajić, 1976
- Salvia officinalis ssp. gallica (W.Lippert) Reales, D.Rivera & Obón, 2004
- Salvia officinalis f. gallica (W.Lippert) O.Bolòs & Vigo, 1983
- Salvia officinalis var. gallica (W.Lippert) O.Bolòs & Vigo
- Salvia officinalis f. lavandulifolia (Vahl) Pau, 1916
- Salvia officinalis ssp. lavandulifolia (Vahl) Gams, 1927
- Salvia officinalis f. lavandulifolia (Vahl) O.Bolòs & Vigo, 1983, isonym
- Salvia officinalis var. lavandulifolia (Vahl) O.Bolòs & Vigo, 1995
- Salvia officinalis var. longiaristata Kojić & Gajić, 1976
- Salvia officinalis subvar. mariolensis (Figuerola) O.Bolòs & Vigo, 1995
- Salvia officinalis ssp. multiflora Gajić, 1973
- Salvia officinalis f. multiverticillata Gajić, 1976
- Salvia officinalis ssp. oxyodon (Webb & Heldr.) Reales, D.Rivera & Obón, 2004
- Salvia officinalis f. pyrenaeorum (W.Lippert) O.Bolòs & Vigo, utan exakt basionym-sida, 1983
- Salvia officinalis var. pyrenaeorum (W.Lippert) O.Bolòs & Vigo, 1995, utan exakt basionym-sida, 1995
- Salvia officinalis f. spicata Gajić, 1976
- Salvia officinalis var. trichostachya (Font Quer ex O.Bolòs & Vigo) O.Bolòs & Vigo, 1995
- Salvia officinalis f. trichostachya Font Quer ex O.Bolòs & Vigo, 1983
- Salvia officinalis var. vellerea Cuatrec., 1929

## Habitat
Salvia är en gammal kulturväxt och läkeört med ursprung i medelhavsområdet och har spridits över stora delar av Europa av romarna och senare av munkar.
I Sverige är kryddsalvia härdig från Skåne och norrut till ungefär Dalarna och Gästrikland, men kalla vintrar kan den frysa bort.

## Etymologi
- Släktnamnet Salvia kommer av latin salvus = att hela eller att frälsa.[2]
- Artepitetet officinalis härleds från latin officina = verkstad, fabrik; här med syftning på apotek, där förr medicinska beredningar tillverkades.

## Användning

### Matlagning
Salvia används främst till feta maträtter som korv, fläskkött och gås, men passar också bra till kalvkött, lammkött och kyckling.
Som torkad bladkrydda ger växten stark smak och bör användas med försiktighet.

### Folkmedicin
Avkok och salviaolja från bladen används mot exempelvis förkylning, diarré, astma och hudproblem.
Även som medicinalväxt bör kryddsalvia nyttjas med måtta, eftersom den innehåller tujon – ett ämne som i stora mängder kan framkalla kramper.
Förtärt i måttliga mängder anses s.k. te av kryddsalvians blad även vara blodsockersänkande. Det kan även hämma kroppens svett-, saliv- och mjölkutsöndring, varför havande och ammande kvinnor brukar uppmanas att avstå från det.

### Farmakopé
Kryddsalvia har funnits i svenska farmakopén 1775–1908 med följande benämningar:
- Hela växten: Herba salviae
- Blad: Folium salviae, Folia salviae, Salviae folium, Salviae folia, Salviae officinalis folia
- Blommor: Flores salvia
- Frön: Semen salvia
- Olja: Salvia oleum stillatum, Oleum destillatum salviae, Salviae atheroleum''

### Tekniskt
Salviaolja kan användas som doftämne i rengöringsmedel, rakvatten, parfym och eau de cologne.
Färsk kryddsalvia kan placeras i bostadsrum för att ge rumsdoft och maskera dålig lukt i rummet.

## Bilder

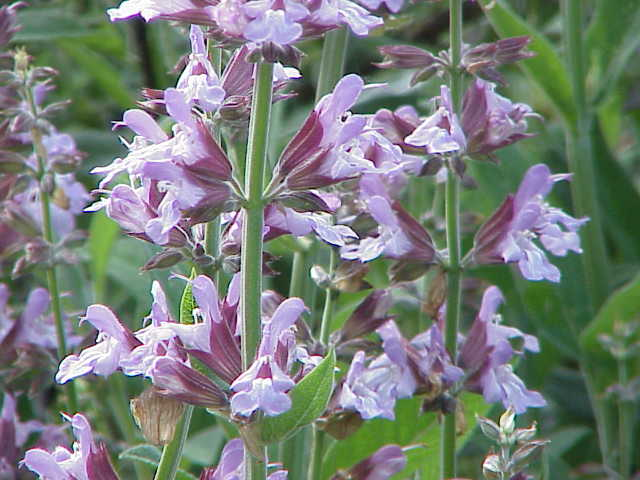
Salvia officinalis.
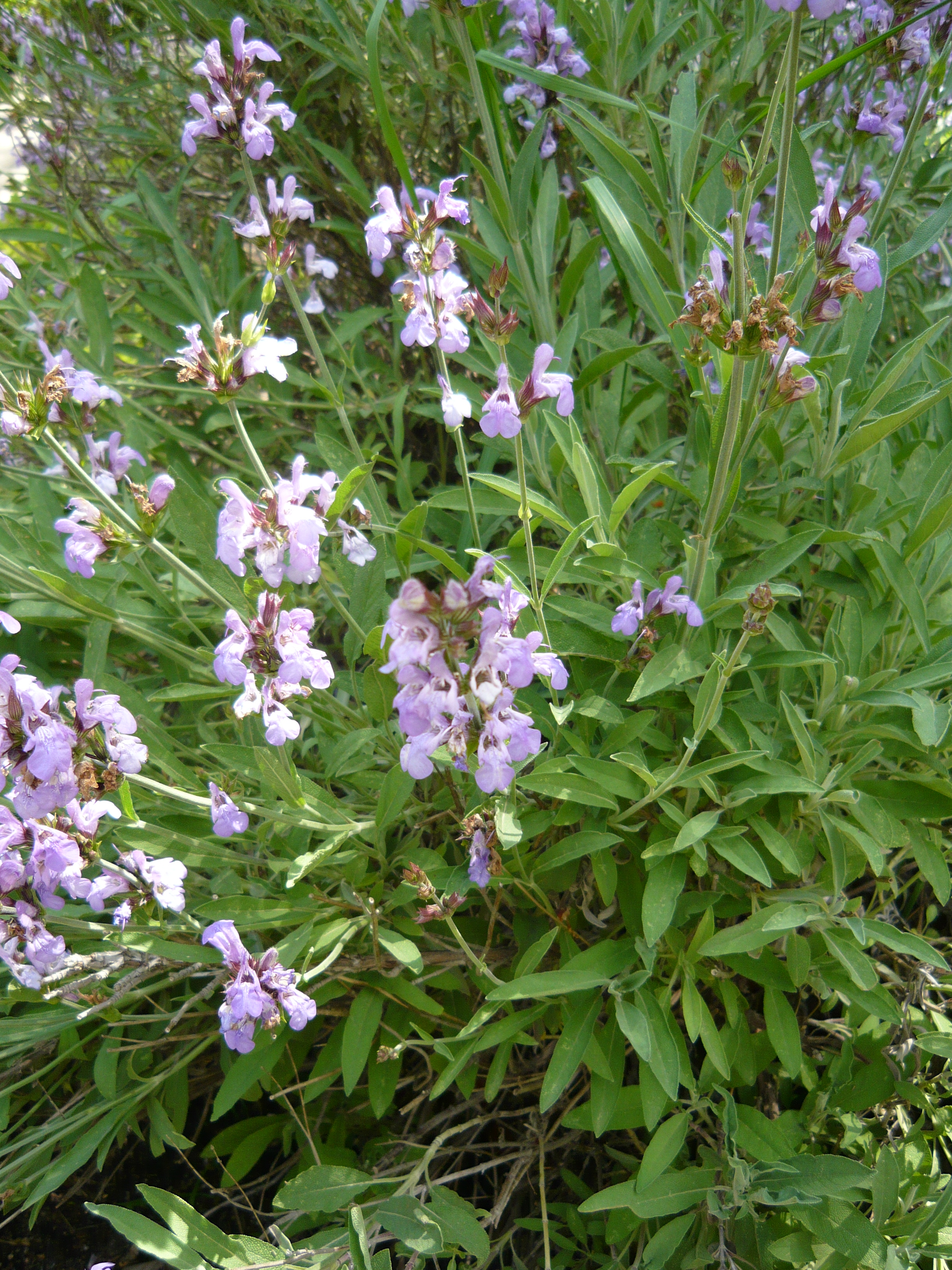
Salvia officinalis ssp. lavandulifolia.
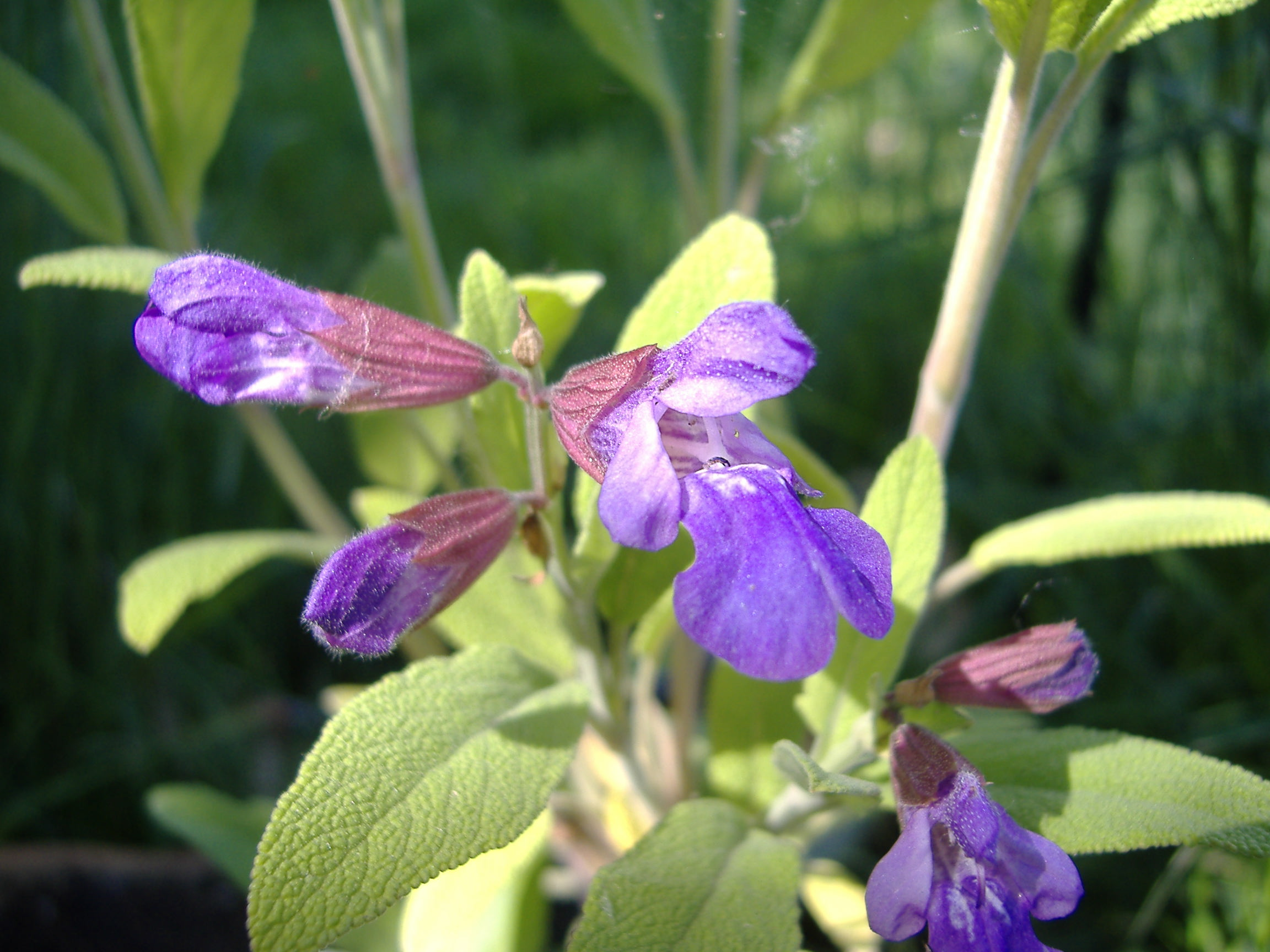
Salvia officinalis.
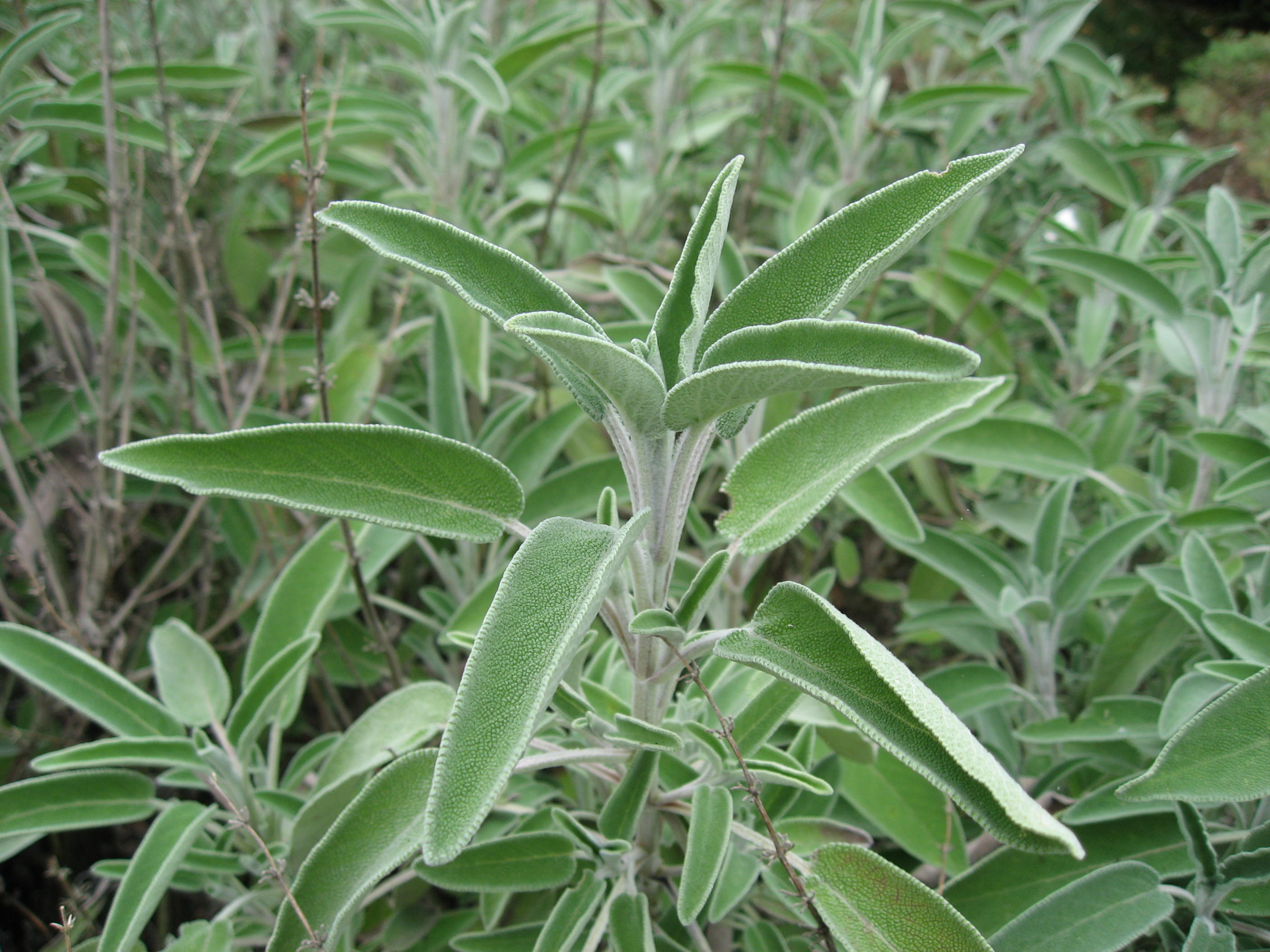
Salvia officinalis.
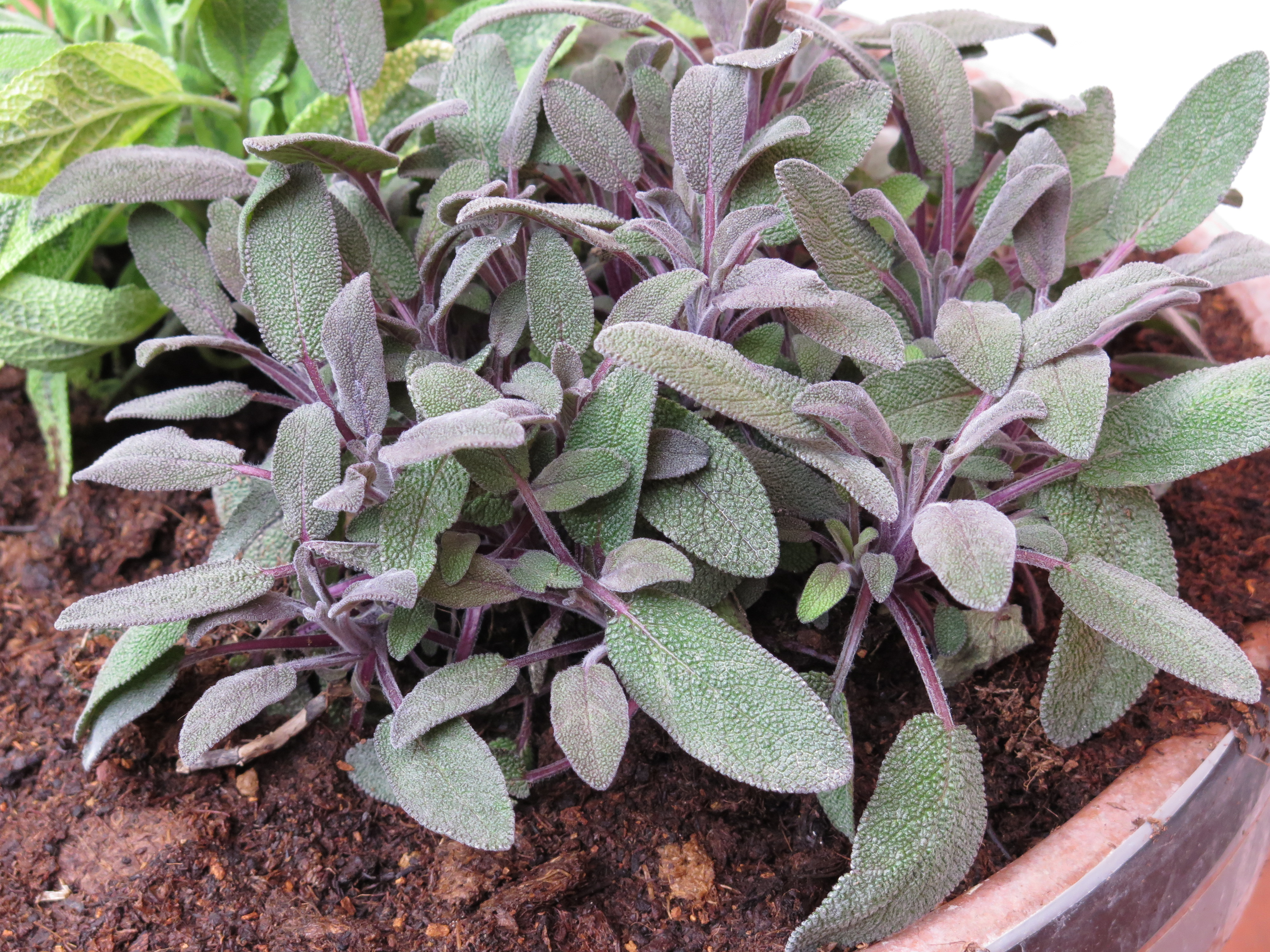
Röd salvia Salvia officinalis ssp. purpurea.
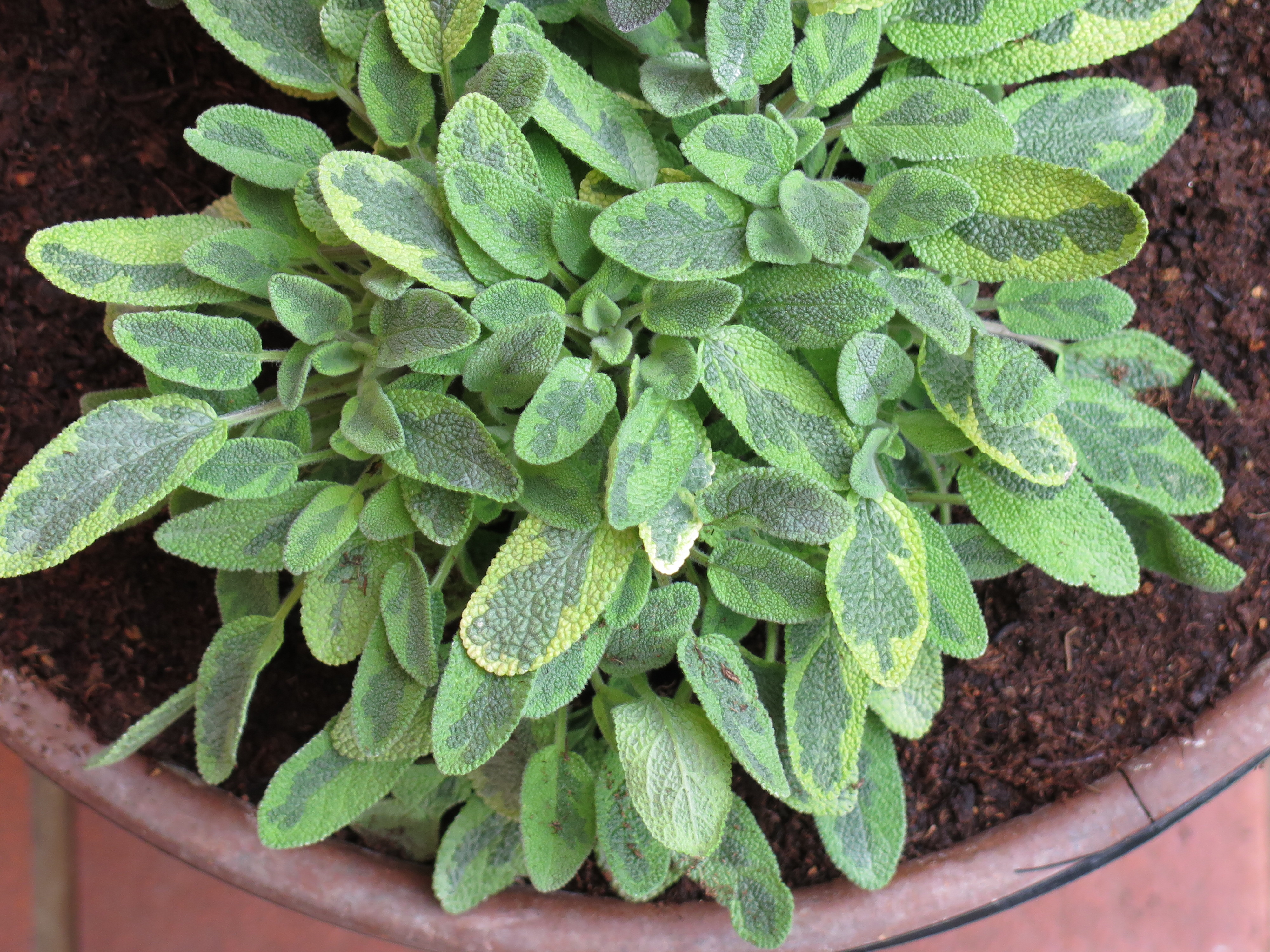
Salvia officinalis Icterina.
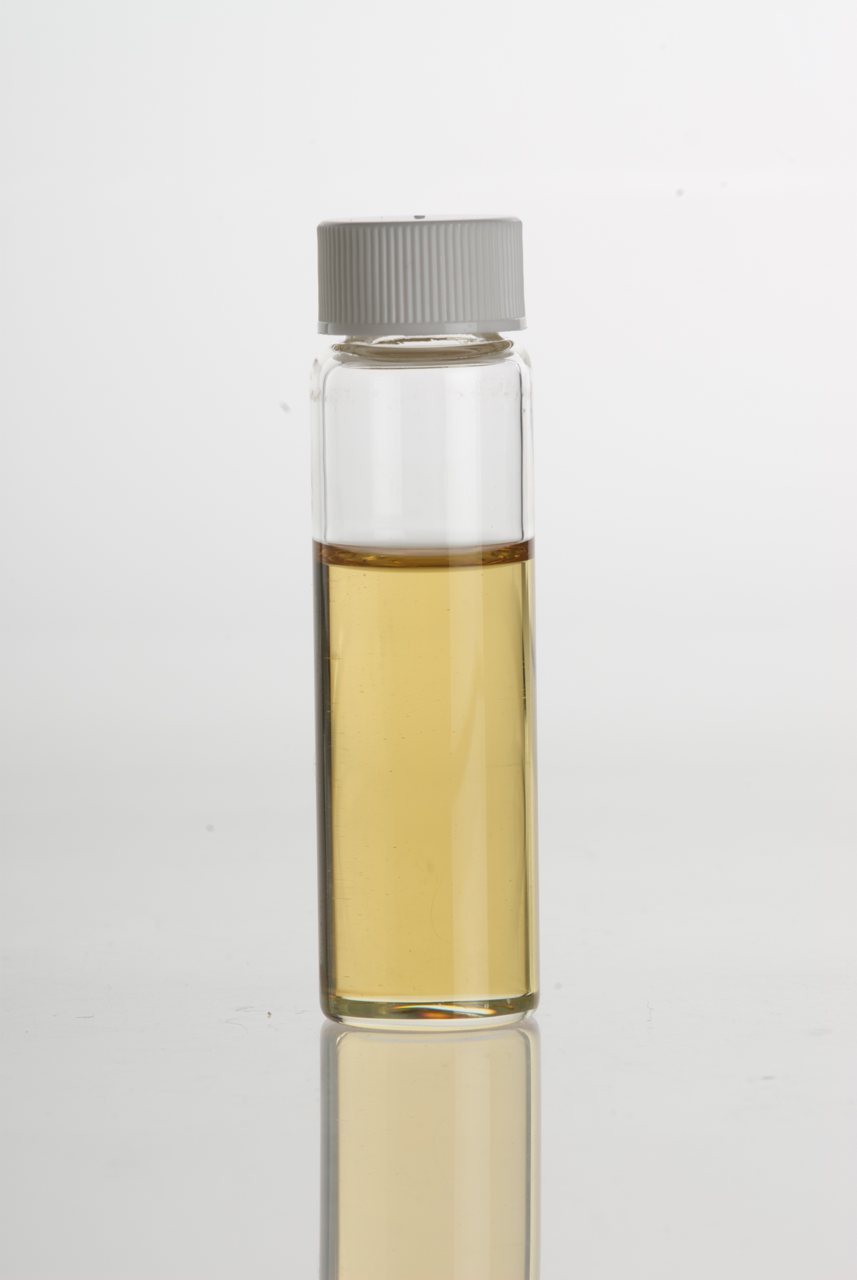
Salviaolja.